# Arvo Aalto
Arvo Aulis Aalto, född 13 juli 1932 i Rovaniemi, död 28 april 2025 i Helsingfors, var en finländsk politiker.

## Karriär
Han arbetade 1947–1955 som murare och genomgick Sirolainstitutet 1955–1956. Han innehade därefter olika befattningar inom Finlands kommunistiska partis distriktsorganisation i Lappland fram till 1969, då han utsågs till partiets generalsekreterare. Aalto, som tillhörde majoritetsflygeln inom partiet, var 1984–1988 partiordförande, och stötte under denna tid ut minoritetsflygeln, taistoiterna, men blev sedan själv avpolletterad. Han var 1977–1981 arbetskraftsminister i en rad på varandra följande regeringar. Han utgav 1988 memoarverket Elämäni miljoonat.